# Sabiha Gökçen
Sabiha Gökçen (22 mars 1913, Bursa - 22 mars 2001, Ankara) est la fille adoptive de Mustafa Kemal Atatürk, fondateur de la république de Turquie. Elle est la première femme turque pilote et pionnière dans l'aviation avec Leman Bozkurt Altınçekiç (bien qu'elle ait été précédée dans l'aventure de l'aviation par Belkıs Şevket Hanım).
C'est aussi l'une des premières femmes au monde à avoir piloté un avion de chasse (Marie Marvingt ayant piloté pour la première fois en 1915).

## Biographie
Orpheline ayant perdu ses parents d'origine bosniaque lors de la Première Guerre mondiale, Sabiha rencontre Mustafa Kemal Atatürk lors d'une visite de ce dernier à Bursa en 1925. Elle avait douze ans, et voulait étudier dans un internat. Atatürk l'a adoptée quand il a entendu parler de ses conditions de vie difficiles.
Elle a d'abord fréquenté le collège Çankaya à Ankara, puis le lycée d'Üsküdar pour filles (Üsküdar Kız Lisesi) à Istanbul.
Le 19 décembre 1934, après l'entrée en vigueur en Turquie de la loi sur les noms de famille, Atatürk lui donna le nom de Gökçen. Gök signifie « le ciel » et Gökçen signifie littéralement « céleste, qui appartient au ciel ». Mais elle n'était pas encore aviatrice, elle le deviendra six mois plus tard.

Atatürk, qui mit beaucoup d'espoir dans le futur de l'aviation, créa une école d'aviation, Türk Kuşu (littéralement « l'oiseau turc »). Sabiha était à ses côtés lors de l'inauguration de l'école le 5 mai 1935. Après une parade de planeurs et de parachutistes étrangers, il lui proposa de devenir parachutiste, ce qu'elle accepta, et c'est ainsi qu'il l'inscrivit dans cette école en tant que première femme stagiaire. Mais ce qui l'intéressa surtout fut de pouvoir piloter un avion.

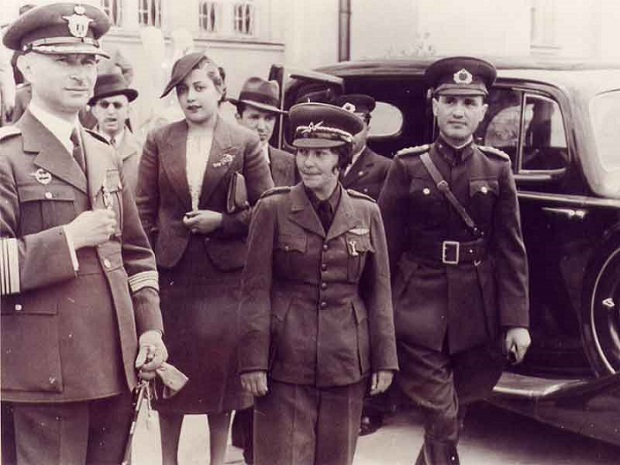
Sabiha Gokcen,, en 1938.

Elle s'initia tout d'abord au vol à voile, et obtint rapidement son permis de pilote. Elle fut ensuite envoyée en Union soviétique avec huit autres personnes pour parfaire sa formation. Au début de l'année 1936, Atatürk lui demanda de rejoindre l'Académie de l'armée de l'air turque pour y suivre une formation au combat. Elle devint ainsi la première femme pilote de chasse au monde, et la première femme turque pilote militaire. Elle vola sur Breguet 19 et Curtiss F11C Goshawk. Elle apprit à piloter des bombardiers au sein du 1er régiment aérien dans la base d'Eskişehir.
En 1937, elle prit part avec l'aviation militaire turque à la répression du Dersim, qui a fait plusieurs dizaines de milliers de morts dans les populations kurdes de la région.
En 1938, elle effectua un vol de plus de cinq jours au-dessus des Balkans à bord d'un bombardier Vultee V-11GB. Plus tard, elle fut nommée entraîneur en chef de la Türk Kuşu où elle a servi jusqu'en 1955. Elle devint ensuite membre du conseil exécutif de l'aviation turque. Sabiha Gökçen vola autour du monde pendant près de 28 ans, jusqu'en 1964, totalisant plus de 10 000 heures de vol sur une quinzaine de types d'appareils.
En 1981, pendant les célébrations du centième anniversaire de la naissance de Atatürk, l'Association aéronautique turque publia Ma vie sur les pas d’Atatürk.
L'aéroport international Sabiha Gökçen à Istanbul porte son nom.
Elle fut une source d'inspiration pour de nombreuses femmes pilotes, et la Fédération aéronautique internationale a créé en 2002 en sa mémoire une médaille qui porte son nom, médaille « réservée aux femmes qui ont accompli des exploits remarquables dans les sports aériens ».

## Origines controversées
En février 2004, l'hebdomadaire turco-arménien Agos, édité en turc et en arménien à Istanbul, publie une information qui démontre que Sabiha Gökçen serait en réalité une orpheline arménienne et non bosniaque ayant perdu ses parents pendant le génocide arménien de 1915 et recueillie en 1925 par Mustafa Kemal Atatürk lors d'une visite de ce dernier dans un orphelinat de la région d'Urfa (Sud-Est anatolien),,.
Cette révélation suscite immédiatement la polémique dans la presse turque. L'état-major de l'armée turque, en particulier, diffuse un communiqué condamnant ce type de révélations qui, selon lui, portent atteinte aux valeurs nationales.
Beaucoup ont contesté l'affaire, y compris sa sœur adoptive, Ülkü Adatepe, qui a déclaré que Gökçen était bien d'origine bosniaque.
Selon les dires du linguiste et historien turc d'origine arménienne Pars Tuğlacı, Sabiha Gökçen serait effectivement d'origine arménienne mais elle aurait été recueillie non pas à Urfa, mais à Bursa (Ouest) où sa famille avait été déportée en 1915.
Par ailleurs, le rédacteur en chef d'Agos, Hrant Dink, explique qu'il a publié cette information sur la base des témoignages d'une possible nièce de Sabiha Gökçen venue d'Arménie et de documents et photos publiés sur cette affaire au Liban et en Arménie. Hrant Dink rappelle aussi que si cette révélation s'avérait, cela ne ferait que valoriser Mustafa Kemal Atatürk, sa compassion envers les victimes arméniennes (occultant pour l'occasion les bombardements du Dersim en 1937-1938, où nombre d'Arméniens demeuraient après y avoir pris refuge en 1915). Dink rappelle que Mustafa Kemal Atatürk n'avait pas participé aux politiques du parti Union et Progrès et avait été, au contraire, un rival d'Ismail Enver et de Talaat Pacha.
En octobre 2011, l'affirmation est répétée dans Today's Zaman, version en anglais du journal Zaman.
Par contre, Gülşah Çeliker, réalisateur lié au pouvoir, diffuse un documentaire sur Sabiha Gökçen sur la télévision publique turque (TRT) et déclare en 2004 : « Cela fait trois ans que je mène des investigations sur la vie de madame Sabiha Gökçen et je n’ai jamais rien trouvé qui indique qu’elle ait été arménienne. Par ailleurs, de nombreuses erreurs existent dans les informations qui sont relatées. Si Sabiha Gökçen avait été adoptée à l’âge de 5-6 ans comme c’est soutenu, en 1935, lors de son vol, elle aurait eu 15 ans. Or, en 1935, elle en avait 22 ! ». Ce qui n'est pourtant pas la version du journal Agos, d'accord avec une naissance en 1913. Gülşah Çeliker évoque aussi les Mémoires de S. Gökçen, parus en 1981, dans lesquelles elle ne revendique aucune ascendance arménienne. L'ancien général d'aviation Ahmet Ergönen, qui fut aussi secrétaire général de l'Association aéronautique turque, a fait valoir, dans Hürriyet, que « Les citoyens [turcs] d’origine arménienne ont accédé aux plus hautes fonctions de l’État, que ce soit durant la période ottomane ou celle de la République, et n’ont jamais dissimulé leurs origines [allusion à des personnalités comme Berç Keresteciyan Türker]. Si Madame Gökçen avait été arménienne, je ne vois pas pourquoi elle l’aurait caché ».